# Anna Kontula
Anna Kontula, född 30 mars 1977 i Björneborg, är en finländsk politiker och prostitutionsforskare.
2011 blev Kontula invald i Finlands riksdag som ledamot för Vänsterförbundet.